# Königreich Burundi
Das Königreich Burundi war ein historischer Staat im Osten des afrikanischen Kontinents.
Der seit dem 15. Jahrhundert existierende Staat umfasste die historische Region Urundi, die weitgehend mit dem heutigen Burundi identisch war. Das Königreich  existierte bis 1966 und war somit der Vorgängerstaat der heute existierenden Republik Burundi.
Das Land wurde hauptsächlich von Königen aus der Volksgruppe der Tutsi regiert.

## Geschichte
Der erste legendäre Mwami („Herrscher“) von Burundi war König  Ntare III. Rushatsi, der von 1680 bis 1709 regierte. Am 1. Juli 1890 wurde das Königreich formell in das deutsche Kolonialgebiet Deutsch-Ostafrika inkorporiert. Die weitgehend indirekte Herrschaft des Deutschen Reiches über Burundi bestand etwa von 1897 bis 1916, als im Zuge des Ersten Weltkrieges belgisch-kongolesische Truppen einmarschierten. Am 20. Juli 1922 wurde Burundi gemeinsam mit dem benachbarten Königreich Ruanda Teil des Völkerbundmandats Ruanda-Urundi. Am 21. Dezember 1961 erhielt es innere Autonomie, und am 1. Juli 1962 wurde das Königreich wieder unabhängig. Am 8. September 1961 fand die Parlamentswahl in Urundi statt. Der erste Premierminister seit der wiedergewonnenen Unabhängigkeit 1961 war Joseph Cimpaye.
Der letzte König Ntare V. regierte ab dem Jahre 1966, sollte aber im gleichen Jahr nach den Plänen von republikanischen Putschisten am Ibwami (Hofstaat) in der Hauptstadt Gitega umgebracht werden. Er floh rechtzeitig ins Exil in die Bundesrepublik Deutschland. Der letzte Premierminister (ab 1966) bis zur Abschaffung der Monarchie am 28. November 1966 war Michel Micombero, der sich anschließend selbst zum Präsidenten erklärte.

## Nachwirken
Die meisten Mitglieder des Königshauses leben heutzutage in Frankreich.
Bei den Wahlen des Jahres 2005 trat die Prinzessin Esther Kamatari zu den Präsidentschaftswahlen als Spitzenkandidatin der Abahuza-Partei (deutsch Partei für die Restauration der Monarchie und des Dialogs in Burundi) an. Die politischen Befürworter im Land argumentieren, dass eine Wiederherstellung der konstitutionellen Monarchie dazu beitragen könnte, die Spannungen zwischen den ethnischen Gruppen zu erleichtern, da die Monarchie zu einem Symbol der Einheit werden könnte.

## Symbole

Historische Flaggen
Flagge des Königreichs Burundi mit schwarzer Trommel
Königliche Standarte Burundis
Am 28. und 29. November 1966 verwendete Flagge